# 엄마에 관한 기억
《엄마에 관한 기억》은 2001년 11월 23일에 MBC에서 방영한 베스트극장이다.

## 등장 인물

### 주요 인물
- 연운경 : 희수의 어머니 역
- 전혜진 : 희수 역 (아역 윤세화)
- 한인수 : 희수의 아버지 역

### 주변 인물
- 양미경 : 희수의 새어머니 역
- 김복희 : 희수의 할머니 역

### 그 외 인물
- 주우 : 주 선생 역 - 의사
- 김신일
- 한미진
- 인교진
- 이정민
- 조명진